# Politika Slovenije
Politika Slovenije se odvija v parlamentarni demokratični republiki, kjer je premier predsednik vlade, volilni sistem pa je proporcionalen. Izvršilna oblast je vlada, zakonodajna oblast pa je parlament RS. Sodna oblast je ločena od obeh ostalih, zakonodajne in izvršilne.

## Slovenskapolitika
Državni poglavar je predsednik, ki ga izvolijo vsakih pet let. Nosilec izvršilne oblasti je vlada, ki jo vodi predsednik vlade. Poleg njega sestavljajo vlado še ministri. Tako predsednika vlade kot ministre izvoli državni zbor. Vodi ga Predsednik Državnega zbora Republike Slovenije. Državo vodijo Predsednik Republike Slovenije, Predsednik Državnega zbora Republike Slovenije in Predsednik vlade Republike Slovenije.
Nepopolni dvodomni parlament sestavljata Državni zbor in Državni svet. Državni zbor ima 90 sedežev, ki jih deloma zasedajo neposredno izvoljeni predstavniki in deloma sorazmerno izvoljeni predstavniki (po eden iz italijanske in madžarske manjšine). Državni svet ima 40 sedežev, predstavljajo ga družbene, gospodarske, strokovne in krajevno pomembne skupine. Državni svet nima funkcije drugega (zgornjega) doma parlamenta, saj mu ustava teh kompetenc ne zagotavlja. Parlamentarne volitve so vsake štiri leta, volitve v državni svet pa vsakih pet let.
Nekatere najpomembnejše funkcije v Sloveniji so:
- Predsednik Republike Slovenije,
- Predsednik Državnega zbora Republike Slovenije,
- Predsednik vlade Republike Slovenije,
- Predsednik Ustavnega sodišča Republike Slovenije,
- Predsednik Vrhovnega sodišča Republike Slovenije in
- Predsednik Državnega sveta Republike Slovenije.